# Gian Giacomo Dalmasso
Gian Giacomo Dalmasso (* 21. August 1907 in Voghera, Italien; † 12. September 1981 in Mailand) war ein italienischer Comicautor.

## Leben und Werk
Dalmasso, der zunächst eine militärische Laufbahn einschlug, verließ das Heer im Jahr 1950 als Oberst der Reserve. Zuvor hatte er schon erste Erfolge als Comicautor erzielt. So entstand in Zusammenarbeit mit dem Zeichner Enzo Magni, der mit dem Anagramm Ingam signierte, die Comicserie Pantera Bionda, die ab April 1948 veröffentlicht wurde und zwischenzeitlich sechsstellige Verkaufszahlen vorweisen konnte. Zum Comic-Debüt des Zeichners Onofrio Bramante mit der Reihe King Prater steuerte Dalmasso die Texte bei. Weitere Comicreihen Dalmassos in dieser Zeit waren Aquila Bianca, Il piccolo centauro, Piccola Freccia und Naja sowie die in Zusammenarbeit mit Franco Bignotti entstandene Westernserie El Bravo. Ab dem Jahr 1958 arbeitete er als Koordinator für das Verlagshaus Mondadori und schuf zahlreiche Szenarios für Geschichten rund um Micky Maus und Donald Duck, von denen viele auch auf dem deutschen Markt erschienen sind. Dabei arbeitete er mit diversen Zeichnern zusammen, unter anderem mit Giovan Battista Carpi und Massimo De Vita.